# Ina Willi-Plein
Ina Willi-Plein (* 14. März 1942 in Hamburg) ist eine deutsche evangelische Theologin.

## Leben
Sie studierte von 1961 bis 1967 (seit 1962 an zwei Fakultäten) Evangelische Theologie und Philologie (Latein und Hebräisch) in Göttingen. Nach dem Staatsexamen 1967 war sie von 1968 bis 1969 Assistentin am Lehrstuhl für Altes Testament bei Herbert Donner. Nach der Promotion 1970 zur Dr. theol. an der Universität Tübingen lehrte sie von 1986 bis 1994  an der Universität Basel. Nach der Habilitation 1988 im Alten Testament in Basel lehrte sie seit 1994 als Professorin für Altes Testament und Spätisraelitische Religionsgeschichte in Hamburg.

## Schriften (Auswahl)
- Vorformen der Schriftexegese innerhalb des Alten Testaments. Untersuchungen zum literarischen Werden der auf Amos, Hosea und Micha zurückgehenden Bücher im hebräischen Zwölfprophetenbuch (= Zeitschrift für die alttestamentliche Wissenschaft. Beiheft 123). De Gruyter, Berlin 1971, ISBN 3-11-003845-5 (zugleich Dissertation, Tübingen 1969).
- Prophetie am Ende. Untersuchungen zu Sacharja 9–14 (= Bonner biblische Beiträge. Band 42). Hanstein, Köln 1974, ISBN 3-7756-1041-3.
- mit Thomas Willi: Glaubensdolch und Messiasbeweis. Die Begegnung von Judentum, Christentum und Islam im 13. Jahrhundert in Spanien (= Forschungen zum jüdisch-christlichen Dialog. Band 2). Neukirchener Verlag, Neukirchen-Vluyn 1980, ISBN 3-7887-0561-2.
- Das Buch vom Auszug, 2. Mose (Exodus) (= Kleine biblische Bibliothek). Neukirchener Verlag, Neukirchen-Vluyn 1988, ISBN 3-7887-1265-1.
- Opfer und Kult im alttestamentlichen Israel. Textbefragungen und Zwischenergebnisse (= Stuttgarter Bibelstudien. Band 153). Verlag Katholisches Bibelwerk, Stuttgart 1974, ISBN 3-460-04531-0.
  - Sacrifício e culto no Israel do Antigo Testamento (= Bíblica Loyola. Band 32). Ed. Loyola, São Paulo 2001, ISBN 85-15-02331-8.
- Michael Pietsch, Tilmann Präckel (Hrsg.): Sprache als Schlüssel. Gesammelte Aufsätze zum Alten Testament. Neukirchener, Neukirchen-Vluyn 2002, ISBN 3-7887-1912-5.
- Haggai, Sacharja, Maleachi (= Zürcher Bibelkommentare AT. Band 24,4). TVZ, Zürich 2006, ISBN 3-290-17360-7.
- Das Buch Genesis. Kapitel 12–50 (= Neuer Stuttgarter Kommentar. Altes Testament. Band 1,2). Verlag Katholisches Bibelwerk, Stuttgart 2011, ISBN 3-460-07012-9.
- Davidshaus und Prophetie. Studien zu den Nebiim (= Biblisch-Theologische Studien. Bd. 127). Neukirchener Theologie, Neukirchen-Vluyn 2012, ISBN 978-3-7887-2564-8.